# Leo Gorcey
Leo Gorcey, né le 3 juin 1917 à New York, et mort le 2 juin 1969 à Oakland), est un acteur américain.

## Biographie
Il est membre de la troupe The Bowery Boys.

## Filmographie

### Cinéma
- 1937 : Rue sans issue (Dead End) : Spit
- 1937 : Mannequin : Clifford
- 1937 : Portia on Trial de George Nichols Jr. : Joe Gannow
- 1938 : The Beloved Brat : Spike Matz
- 1938 : L'École du crime (Crime School) de Lewis Seiler : Spike
- 1938 : Les Anges aux figures sales (Angels with Dirty Faces) : Bim
- 1939 : Je suis un criminel (They made me a criminal) : Spit
- 1939 : Hell's Kitchen : Gyp Haller
- 1939 : The Angels Wash Their Faces : Leo Finnegan
- 1939 : On Dress Parade : Slip Duncan
- 1939 : En surveillance spéciale (Invisible Stripes de Lloyd Bacon : Jimmy
- 1940 : Boys of the City : Muggs McGinnis
- 1940 : That Gang of Mine : Muggs Maloney
- 1940 : Gallant Sons : 'Doc' Reardon
- 1940 : Pride of the Bowery : Muggs Maloney
- 1941 : Flying Wild : Muggs McGinnis
- 1941 : Angels with Broken Wings : Punchy Dorsey
- 1941 : Out of the Fog : Eddie
- 1941 : Bowery Blitzkrieg (en) de Wallace Fox : Muggs McGinnis
- 1941 : Down in San Diego : 'Snap' Collins
- 1941 : Spooks Run Wild : Muggs McGinnis
- 1942 : Born to Sing d'Edward Ludwig : 'Snap' Collins
- 1943 : Kid Dynamite
- 1943 : Ghosts on the Loose
- 1944 : Million Dollar Kid de Wallace Fox
- 1946 : In Fast Company de Del Lord
- 1948 : So This Is New York de Richard Fleischer
- 1963 : Un monde fou, fou, fou, fou (It's a Mad Mad Mad Mad World)

### Télévision
- 1962 : The Dick Powell Show (en) (Série TV) : Billy Vale
- 1962 : Mr. Smith Goes to Washington (Série TV) : Windy